# チェルヌィシェフスキー駅
チェルヌィシェフスキー駅（チェルヌィシェフスキーえき、ロシア語: станция «Чернышевская»、スタンツィヤ「チルヌシェフスカヤ」）は、ロシアのサンクトペテルブルク市ツェントラーリヌイ区（中央区）チェルヌィシェフスキー大通りにあるサンクトペテルブルク地下鉄の駅である。

## 接続路線

### バス・乗合タクシー
- キロチナヤ通り北側
  - グトゥエフスキー島方面：　バス（22・105系統）、乗合タクシー（15・51・163・167・269・389系統）
- キロチナヤ通り南側
  - 十月公園方面：　バス（22・46・105系統）、乗合タクシー（15・46・51・76・90・163・167・269・389系統）

## 駅構造
地下70mに島式プラットホームがある地下駅である。コンコース・改札は地上にある。
- 北行：ジェヴャトキノ方面
- 南行：ヴェテラノフ　プロスペクト駅方面

## 利用状況
乗車人員は1,380,318人／月、45,350人／日である。

## 駅周辺
- 救世主顕栄大聖堂
- タヴリチェスキー公園

## 歴史
- 1958年9月1日　開業。

## 隣の駅
サンクトペテルブルク地下鉄
■1号線（キーロフ・ヴイボルグ線）
蜂起広場 - チェルヌィシェフスキー - レーニン広場